# Clément Prudhon
Clément Prudhon, alias Cluny, alias Gorre, né le 19 août 1911 à Argenteuil (Val-d'Oise) en France et mort le 5 octobre 1944 à Dora en Allemagne, est un dirigeant sportif qui s'engage très tôt dans la Résistance. Son destin y prend une dimension nationale peu avant la Libération et son arrestation qui entraîne sa mort en déportation à Woffleben (Allemagne).

## Biographie
Né le 19 août 1911 à Argenteuil, Clément Prudhon y découvre et pratique la gymnastique sous la houlette de Maurice Weber et de l'abbé Paul Louis dans un des nombreux patronages paroissiaux de Seine-et-Oise : l’Étoile Sportive des Champioux. Il devient un des plus brillants gymnastes de la Fédération gymnastique et sportive des patronages de France (FGSPF) de cet ancien département avant d'assister son mentor auprès des plus jeunes de l'association.
Sur le plan professionnel, il entre à la Société nationale des chemins de fer français (SNCF) en 1937 où il s'engage à la Confédération française des travailleurs chrétiens (CFTC) dont il assume le secrétariat de la commission générale voirie. Passionné de techniques d’avant-garde, il suit des cours pour être affecté aux aiguillages électriques en expérimentation à la gare de triage d’Argenteuil. D’abord mobilisé à Tours le 15 juin 1939, il est recensé à Tarbes le 19 puis réaffecté sur son poste d’Argenteuil le 2 juillet. Dès la défaite, il rejoint le Comité de résistance des syndicats chrétiens.

### L'Armée secrète
Le 1er janvier 1941 il intègre le réseau Frédéric de la Délégation générale. Agent de liaison du Bureau central de renseignements et d'action (BCRA), il y assure le contact avec deux réseaux de l’armée secrète : Arc-en-ciel et Résistance-Fer à partir de 1943. Son autorisation spéciale de service lui facilite la tâche et son activité devient complexe  comme l’atteste ce certificat de l’armée secrète établi, pour la liquidation de sa pension militaire, le 24 février 1950 : « Je, soussigné Decamps Robert, alias Landouzy, commandant des Forces françaises de l'intérieur (FFI) certifie que Clément Prudhon, alias Gorre, m’a été présenté au début de l’année 1942 par un de mes agents, monsieur Hesse, comme susceptible de venir renforcer l’effectif réduit de notre groupe (Libre Patrie, responsable Doct. Pascano), qu’il a effectivement travaillé activement pour le mouvement jusqu’au mois de novembre 1943 (date de l’arrestation des directeurs), qu’il a ensuite adhéré en décembre de la même année au réseau Arc-en-Ciel comme chargé d’une partie du secteur de Seine-et-Oise (service de renseignement) tout en organisant une équipe d’action pour le compte de Résistance-Fer et des groupes paramilitaires pour l’armée secrète ».
Ce parcours est confirmé par les Forces françaises libres (FFL) dans un second certificat du 8 avril 1950 : « Je, soussigné commandant Héron Jean-Claude, certifie sur l’honneur que Prudhon Clément, alias Gorre a fait partie de la résistance au titre de Libre Patrie de février 1942 à novembre 1943 ; qu’à dater de la même année et jusqu'à juillet 1944, il a été adjoint au chef de secteur Seine-et-Oise du réseau Arc-en-ciel, tout en étant chargé d’une équipe de Résistance-Fer et de la formation de groupes paramilitaires de l’armée secrète ».
En novembre 1943, il est aussi membre du réseau Action-vengeance du Lieutenant-colonel Vic-Dupont qui lui établit une troisième attestation. Agent de liaison du service exécutif des actions spéciales (Special Operation Executive S.O.E.) avec grade de capitaine début 1944, son parcours devient alors plus lisible sous le pseudonyme de Cluny.

### Chef de l’Action Immédiate Fer
Le 15 avril le général Chaban-Delmas le nomme chef de l’Action Immédiate Fer (AIFer), nomination attestée par Résistance-Fer le 18 février 1947 : « Je soussigné Louis Armand, président d’honneur de Résistance-Fer, certifie que Monsieur Prudhon Clément alias Martin et Cluny a été chef de Action Immédiate Fer à partir du 15 avril 1944. À ce titre il a procédé à un grand nombre de sabotages, a été arrêté le 12 juillet 1944 et est mort en octobre 1944 à Ellrich ».
Sous l’autorité du colonel Manhes, avec grade de capitaine, il met en œuvre de nombreux sabotages en Bretagne (Lorient, Quimper) et sur les lignes reliant Paris à la Normandie et à l’Alsace. Il assure également le recueil et la transmission des renseignements relatifs aux mouvements des convois allemands. Il est ensuite chargé de recruter et entraîner des groupes armés pour l’armée secrète (secteur d’Argenteuil) en collaboration avec Neel et Weber pour l’Organisation civile et militaire (OCM) et Cavaillet pour les Francs-tireurs et partisans (FTP).
Le 12 juillet, en tentant de prendre lui-même des renseignements sur trois amis arrêtés par la Gestapo, Prudhon est arrêté à 11 heures au métro Cité. Interné d’abord à Fresnes, il est déplacé ensuite à Compiègne d’où Maurice Weber tente de le faire évader. Mais Prudhon, condamné trois fois à mort par contumace sous divers pseudonymes a subi des interrogatoires sévères : il ne marche qu’avec difficultés et a un bras fracturé. L’opération est trop délicate et il faut renoncer.
Le 15 août 1944, alors qu’à Argenteuil les divers groupes de Résistance sont passés depuis quatre jours à la lutte ouverte, il monte dans le dernier train de la déportation. D'après divers témoignages, il serait disparu le 5 octobre 1944 à Dora, au Kommando B12 d’Ellrich, sous le matricule 77.931, dans l’éboulement du tunnel de Woffleben.

## Notoriété
Selon l'usage en vigueur, sa fin tragique l’élève au grade de commandant dès la Libération.
Le général de Gaulle lui attribue la croix de guerre avec étoile d’argent le 8 mars 1946 et par note du 2 septembre, le général Chaban-Delmas demande sa promotion au grade de lieutenant-colonel : « L’importance des effectifs placés sous ses ordres justifierait pour Cluny une assimilation au grade de lieutenant-colonel ». L’étoile de vermeil lui est décernée le 20 décembre 1947 et la Légion d'honneur le 19 septembre 1950.
Une rue d'Argenteuil lui est dédiée.

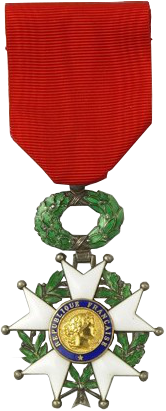
médaille de chevalier de la Légion d’honneur
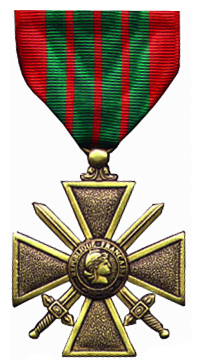
croix de guerre 1939-1945